# 이풍운
이풍운(1992년 9월 27일 ~ )은 대한민국의 배우이다.

## 학력
- 서울신흥초등학교
- 한울중학교
- 금천고등학교
- 중앙대학교 예술대학 공연영상창작학부 연극학과

## 연기 활동

### 드라마
- 1997년 KBS2 미니시리즈 《프로포즈》 ... 어린 정수빈 역 (류시원 아역)
- 1998년 MBC 아침드라마 《사랑을 위하여》
- 1999년 KBS1 대하드라마 《왕과 비》 ... 어린 진성대군 역 (최우혁 아역)
- 2001년 SBS 대하드라마 《여인천하》 ... 금원군 역
- 2001년 SBS 일일시트콤 《웬만해선 그들을 막을 수 없다》 ... ep.18 서장손주 역
- 2002년 SBS 일일시트콤 《대박가족》
- 2002년 MBC 일요아침드라마 《사랑을 예약하세요》 ... 장상호 역
- 2004년 KBS2 미니시리즈 《구미호외전》 ... 민우/현수 역 (조현재 아역)
- 2004년 SBS 미니시리즈 《유리화》 ... 어린 한동주 역 (이동건 아역)
- 2005년 MBC 월화특별기획 《영웅시대》 ... 어린 국철승 역
- 2006년 MBC 일일시트콤 《거침없이 하이킥》 ... 이민용 청소년기&머리에 침맞은 한의원 환자 역
- 2007년 KBS2 단막극 《드라마시티 - 당신이 머무는 자리》 ... 최창학 역
- 2007년 SBS 대하드라마 《왕과 나》 ... 단종 역
- 2008년 KBS1 아침드라마 《TV소설 큰 언니》 ... 어린 김학인 역 (최철호 아역)
- 2009년 MBC 미니시리즈 《2009 외인구단》 ... 어린 마동탁 역 (박성민 아역)
- 2010년 MBC every1 《별순검3》 ... 박 도령 역
- 2011년 MBC 월화특별기획 《계백》 ... 어린 대수 역 (고윤후 아역)
- 2012년 MBC 주말연속극 《신들의 만찬》 ... 청년 최재하 역 (주상욱 아역)
- 2013년 SBS 주말특별기획 《결혼의 여신》 ... 노경호 역
- 2016년 KBS2 월화드라마 《화랑》 ... 설운 역
- 2020년 OCN 드라마틱시네마 《번외수사》 ... 권기웅 역
- 2021년 tvN 수목드라마 《간 떨어지는 동거》 ... 빈대훈 역
- 2021년 동아TV 드라마 《다이아몬드 호텔》
- 2022년 쿠팡플레이 웹드라마 《어느 날》
- 2023년 KBS2 대하사극 《고려거란전쟁》 ... 유행간 역

### 영화
- 2007년 《가면》 ... 이윤서 역
- 2008년 《쌍화점》 ... 어린 왕 역 (주진모 아역)
- 2010년 《귀》 ... 이재환 역
- 2010년 《그랑프리》 ... 10대 만출 역 (박근형 아역)
- 2016년 《폭력의 법칙: 나쁜 피 두 번째 이야기》 ... 최종수 역
- 2019년 《내안의 그놈》 ... 민우 역
- 2020년 《범털》 ... 꽃미남 역
- 2021년 《범털 2: 쩐의 전쟁》 ... 꽃미남 역